# 利斯卡姆峰
45°55′21″N 7°50′08″E / 45.92250°N 7.83556°E

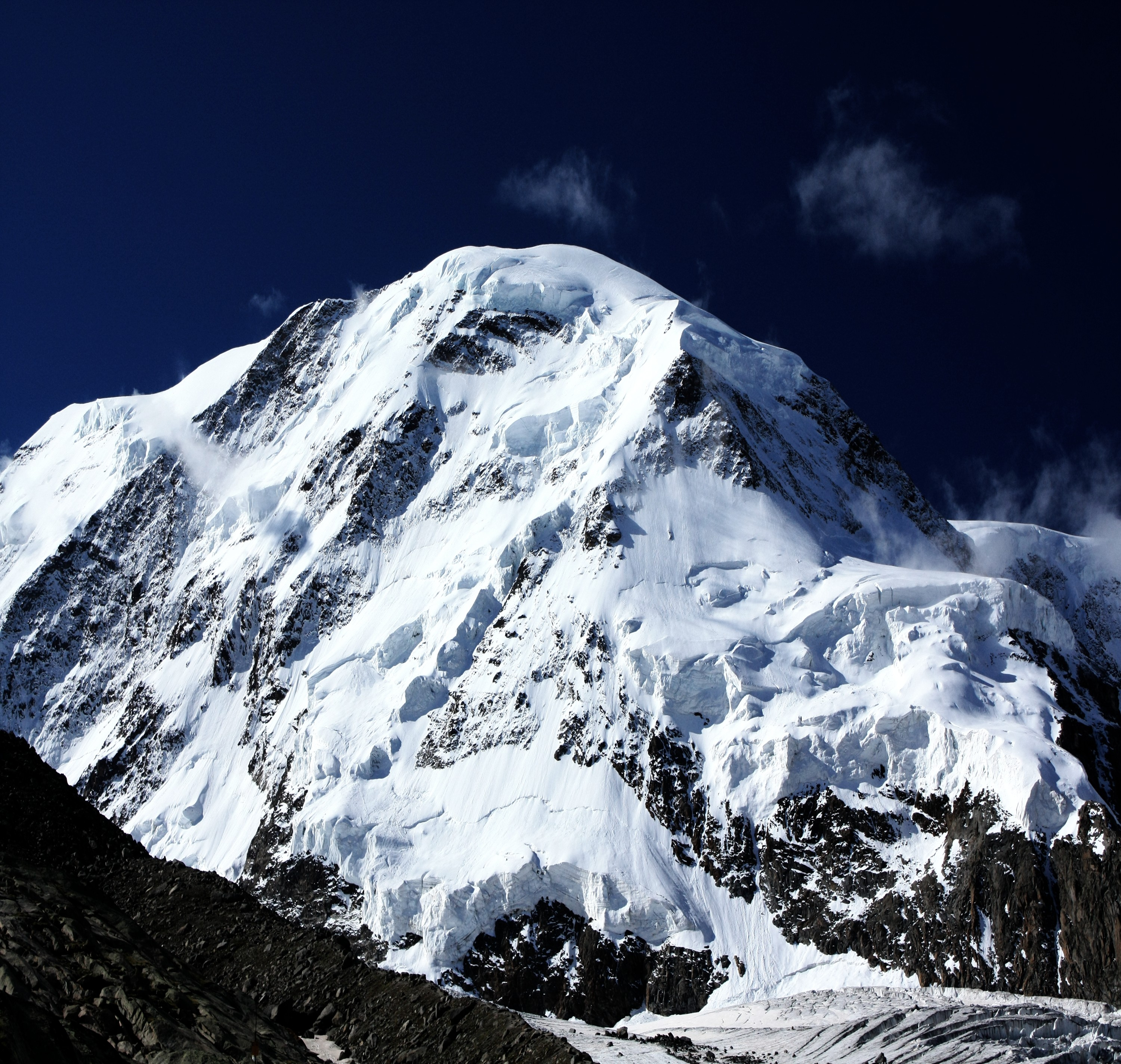

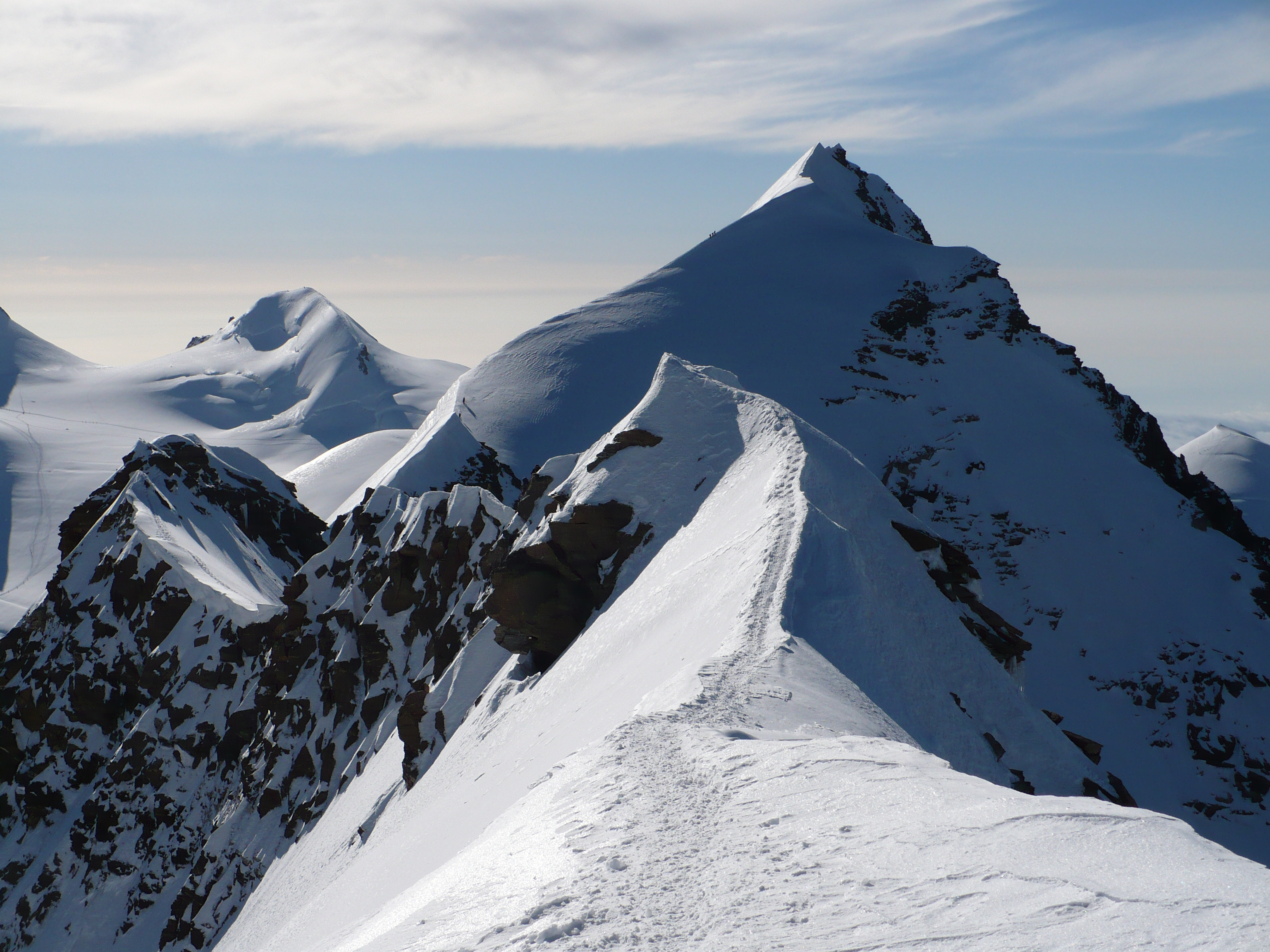

利斯卡姆峰（義大利語：Lyskamm），是歐洲的山峰，位於瑞士和意大利接壤的邊境，屬於本寧阿爾卑斯山脈的一部分，海拔高度4,527米，人類在1861年首次登上該山峰。